# Погосян, Степан Карапетович
Степа́н Карапетович Погося́н (арм. Ստեփան Կարապետի Պողոսյան; 10 февраля 1932, село Агакчи Талин, Талинский район, Армянская ССР — 17 мая 2012, Ереван, Армения) — армянский партийный и государственный деятель.

## Биография
В 1955 году окончил Ереванский государственный университет.
- 1955—1958 гг. — секретарь комитета комсомола Ереванского государственного университета,
- 1958—1959 гг. — заместитель заведующего отделом ЦК ЛКСМ Армении,
- 1959—1962 гг. — второй, первый секретарь Ереванского горкома комсомола,
- 1962—1967 гг. — секретарь, первый секретарь ЦК ЛКСМ Армении,
- 1967—1970 гг. — первый секретарь Араратского райкома Компартии Армении,
- 1970—1988 гг. — председатель Государственного комитета Армянской ССР по телевидению и радиовещанию,
- 1988—1990 гг. — директор Информационного агентства при Совете Министров Армянской ССР,
- январь-август 1990 г. — председатель Госкомиздата Армянской ССР,
- август-ноябрь 1990 г. — секретарь ЦК Компартии Армении, первый секретарь Ереванского горкома Компартии Армении,
- 1990—1991 гг. — первый секретарь ЦК Компартии Армении.

Член КПСС с 1956 г. Член ЦК КПСС и член Политбюро ЦК КПСС (1990—1991).
С июля 1991 года — на пенсии.
Похороны 20 мая в Пантеоне им. Комитаса в Ереване.